# Leposoma
Leposoma is een geslacht van hagedissen uit de familie Gymnophthalmidae.
De groep werd voor het eerst wetenschappelijk beschreven door Johann Baptist von Spix in 1825. Er zijn zes soorten, inclusief de pas in 2013 voor het eerst wetenschappelijk beschreven soort Leposoma sinepollex. Vroeger lag het soortenaantal veel hoger tot 17 maar veel soorten zijn afgesplitst naar het geslacht Loxopholis. Alle soorten komen voor in delen van Zuid-Amerika en leven endemisch in Brazilië.

## Soortenlijst
| Soorten uit het geslacht Leposoma | Soorten uit het geslacht Leposoma                                              | Soorten uit het geslacht Leposoma                |
| --------------------------------- | ------------------------------------------------------------------------------ | ------------------------------------------------ |
| Naam                              | Auteur                                                                         | Verspreidingsgebied                              |
| Leposoma annectans                | Ruibal, 1952                                                                   | Brazilië (Bahia)                                 |
| Leposoma baturitensis             | Rodrigues & Borges, 1997                                                       | Brazilië (Ceará)                                 |
| Leposoma nanodactylus             | Rodrigues, 1997                                                                | Brazilië (Bahia)                                 |
| Leposoma puk                      | Rodrigues, Dixo, Pavan & Verdade, 2002                                         | Brazilië (Bahia)                                 |
| Leposoma scincoides               | Spix, 1825                                                                     | Brazilië (Bahia, Espírito Santo, Rio de Janeiro) |
| Leposoma sinepollex               | Rodrigues, Teixeira, Recoder, Dal Vechio, Damasceno & Machado-Pellegrino, 2013 | Brazilië (Bahia)                                 |